# Тертель, Иван Станиславович
Иван Станиславович Тертель (бел. Іван Станіслававіч Тэртэль; род. 8 сентября 1966, д. Привалки, Гродненский район, Гродненская область, БССР, СССР) — белорусский военный деятель, председатель Комитета государственной безопасности Республики Беларусь с 3 сентября 2020 года, генерал-лейтенант (2020).
Председатель Комитета государственного контроля Республики Беларусь (4 июня — 3 сентября 2020), заместитель председателя Комитета государственной безопасности Республики Беларусь (2008—2020).
Является членом наблюдательного совета ПО «Нафтан». Имеет высший класс государственного служащего. Находится под персональными международными санкциями (запрет на въезд, имущество и так далее) 27 стран ЕС, Великобритании, США, Канады, Швейцарии, Японии, Украины.

## Биография
Родился 8 сентября 1966 года в д. Привалки Гродненского района Гродненской области. Отец Станислав Янович был киномехаником. Мать Анастазия Казимировна работала библиотекарем и заведующей клуба. В семье исповедовали католичество.
Учился в базовой школе в Привалках, среднюю школу окончил в Друскининкае.
В Вооруженных Силах с 1984 года. Служил в Туле. В 1989 году закончил Рязанское высшее воздушно-десантное командное училище, в 1994 году — Институт национальной безопасности КГБ Республики Беларусь, в 1996 году — Гродненский государственный университет имени Я. Купалы, в 2017 году — Академию управления при Президенте Республики Беларусь.
В 1993—2007 годах проходил службу в органах пограничной службы Республики Беларусь, был начальником информационно-аналитической группы оперативного отдела 16-го пограничного отряда пограничных войск Республики Беларусь.
С 24 ноября 2008 года по 16 декабря 2013 года — заместитель председателя Комитета государственной безопасности Республики Беларусь по обеспечению экономической безопасности и борьбе с коррупцией. С 16 декабря 2013 года по 4 июня 2020 года — заместитель председателя Комитета государственной безопасности Республики Беларусь. Входил в состав межведомственных комиссий по военно-техническому сотрудничеству и экспортному контролю, по безопасности в экономической сфере при Совете безопасности Республики Беларусь.
4 июня 2020 года назначен председателем Комитета государственного контроля Республики Беларусь. Одновременно уволен с военной службы в запас по собственному желанию с правом ношения военной формы одежды и знаков различия.
17 августа 2020 года в Новополоцке Иван Тертель попытался выступить перед бастующими рабочими ПО «Нафтан», несогласными с итогами президентских выборов в Белоруссии 2020 года, однако те не стали его слушать, начали освистывать Тертеля и кричать:«Уходи!».
3 сентября 2020 года освобождён от должности председателя Комитета государственного контроля и назначен председателем Комитета государственной безопасности Республики Беларусь. В октябре 2020 года присвоено воинское звание генерал-лейтенант.
В январе 2021 года бывший заместитель командира боевой группы антитеррористического подразделения МВД «Алмаз» Игорь Макар заявил, что «Иван Тертель входил в круг разработчиков плана убийства Павла Шеремета», произошедшего в 2016 году.

## Международные санкции
Иван Тертель неоднократно становился субъектом запрета на поездки и замораживания активов Европейским союзом как часть списка белорусских чиновников, ответственных за политические репрессии, подтасовку результатов голосования и пропаганду: после президентских выборов 2010 года, которые Европейским союзом были признаны недемократическими, а также силового разгона акции протеста в Минске 19 декабря 2010 года. В соответствии с решением Европейского совета от 15 октября 2012 года, в Тертель был «ответственен за репресии КГБ против гражданского общества и демократической оппозиции».
31 августа 2020 года Тертель был включён в список лиц, на которых наложен бессрочный запрет на въезд в Латвию, пятилетний запрет на въезд в Эстонию и запрет на въезд в Литву в связи с тем, что своими действиями он «организовал и поддержал фальсификацию президентских выборов 9 августа и последующее насильственное подавление мирных протестов».
6 ноября 2020 года был снова добавлен в «Чёрный список ЕС». При обосновании введения санкций отмечалось, что Тертель как председатель КГБ и экс-председатель Комитета государственного контроля ответственен за кампанию репрессий и запугивания государственного аппарата в связи с президентскими выборами 2020 года, в частности, произвольные аресты и жестокое обращение с мирными демострантами, в том числе пытки, а также запугивание и насилие по отношению к журналистам. Из-за этого же Тертеля в свои санкционные списки включили Великобритания, Канада, Швейцария. 24 ноября к санкциям ЕС присоединились Албания, Исландия, Лихтенштейн, Норвегия, Северная Македония, Черногория.
Также Тертель с 21 июня 2021 года находится в санкционном списке специально обозначенных граждан и заблокированных лиц США, в марте 2022 года попал под санкции Японии, а в октябре — Украины.

## Награды
- Медаль «За отличие в охране государственной границы» (2001)[26],
- Орден «За службу Родине» III степени (2012),
- Орден «За службу Родине» II степени.

## Семья
Брат — Юрий Тертель (1967 г.р.) — начальник Государственной инспекции охраны животного и растительного мира при Президенте Республики Беларусь.
Сын Мирослав окончил факультет международных отношений БГУ.